# ترجمة آلية
الترجمة الآلية (بالإنجليزية: Machine translation)‏ (واختصارًا: MT) (وينبغي عدم الخلط مع الترجمة بمساعدة الحاسوب، بمساعدة آلة الترجمة البشرية (MAHT) أو الترجمة الآلية التفاعلية) هو مجال فرعى للغويات حاسوبية التي تسهم في استخدام برامج لترجمة نص أو خطاب من لغة واحدة إلى أخرى.
تقوم الترجمة الآلية بنقل كلمات بسيطة من اللغة الأصل إلى كلمات مرادفة لها في اللغة المقابلة أو الهدف، لكن هذا وحده عادة لا يمكن أن ينتج ترجمة جيدة للنص لأن هناك حاجة إلى إيصال المعنى المناسب والأقرب في اللغة الهدف. حل هذه المشكلة مع الإحضار والأساليب الإحصائية هو حقل سريع النمو الذي يقود إلى ترجمة أفضل، والتعامل مع الاختلافات في التصنيف اللغوي، ترجمة لغة، وعزل الحالات الشاذة.
برامج الترجمة الآلية الحالية غالبا ما تسمح بالتخصيص من قبل المجال أو المهنة (مثل تقارير الطقس)، وتحسين الإنتاج عن طريق الحد من نطاق التبديلات المسموح بها. هذه التقنية فعالة بشكل خاص في المجالات التي تستخدم فيها اللغة أو الصيغ الرسمية . ويترتب على ذلك أن الترجمة الآلية لوثائق قانونية من الحكومة تنتج نصوصا صالحة للاستعمال أكثر سهولة من إنتاجها من المحادثات أو النص الموحد.
ويمكن أيضا أن يتحقق تحسين جودة الإنتاج عن طريق التدخل البشري: على سبيل المثال، بعض الأنظمة قادرة على ترجمة أكثر دقة إذا كان المستخدم لديه تحديد لالبس فيه هل الكلمات التي في النص هي أسماء حقيقية. بمساعدة هذه التقنيات، قد ثبت أن MT مفيدة كأداة لمساعدة المترجمين البشر، وفي عدد محدود جدا من الحالات، حتى يمكن أن تنتج نصًا يمكن استخدامه كما هو (على سبيل المثال، تقارير الطقس).

## التاريخ
فكرة الترجمة الآلية تعود إلى القرن السابع عشر. بدأ تاريخ الترجمة الآلية في الخمسينات, بعد الحرب العالميّة الثانية. تضمنت تجربة جورج تاون (بالإنجليزية: Georgetown)‏ في عام 1954م ستّون جملة تُرجِمت كلها آلياً من اللغة الروسيّة إلى الإنجليزية. كما لاقت التجربة نجاحاً هائلاً, وتمويلاً مالياً لأبحاث الترجمة الآليّة. إدّعى المبتكرون أنّ مشكلة الترجمة الآلية ستُحلّ خلال ثلاث إلى خمس سنوات.
ولكن كان التطوّر الحقيقي أبطأ بكثير, وبعد أن توصل تقرير الباك ‏ (ALPAC) في عام 1966م إلى أنّ بحث العشر السنوات قد خيّب الآمال، انخفض التمويل بدرجة كبيرة. ومع آواخر الثمانينيّات, زادت القوة الحاسوبية ،وأصبح الحاسب أقل تكلفة مما أدّى إلى اهتماماً ظاهراً في النّماذج الإحصائية للتّرجمة الآليّة.
اقترحَ أ.د. بووث (A.D.Booth) في عام 1946 م فكرة استخدام الحواسيب الرّقميّة لترجمة اللغات الإنسانية. وفي عام 1954 م أثبتت التجربة في مبادئ الترجمة من الإنجليزية إلى الفرنسية على أجهزة أبيكسي (APEXC) في كليّة بيربيك (Birbeck) بجامعة لندن أنّ تجربة جورج تاون لم تكن أوّل تطبيق في هذا المجال.

## أمور أساسية

### فك الغموض
يهتم فك غموض معنى الكلمة بإيجاد ترجمة ملائمة وذلك عندما يكون لكلمة معينة أكثر من معنى واحد. أول من أثار هذه المشكلة في الخمسينات هو يهوشوا بارهيلل، فقد أشار إلى أن الآلة لن تتمكن من التفرقة بين معني الكلمة بدون 'موسوعة عالمية'.و توجد عدة طرق لتخطي هذه المشكلة.
يمكن تقسيم هذه الطرق إلى:
1. طرق سطحية :لا تفترض الطرق السطحية أية معرفة للنص. فهي ببساطة تطبق طرقاً إحصائية على الكلمات التي تحيط بالكلمة غامضة المعنى.
2. طرق عميقة :تفترض الطرق العميقة معرفة وافية للكلمة. وحتى الآن، تعتبر الطرق السطحية الأكثر نجاحاً.

### كينونة مسماة
هي متعلقة بتمييز الكينونة المسماة في أصل المعلومة.

## تقييم أداء أنظمة الترجمة يدويًا
هناك وسائل مختلفة لتقييم أداء أنظمة الترجمة الآلية. أقدمها هو استخدام حكم الإنسان لتقييم جودة الترجمة. وفي الآونة الأخيرة، اشتملت تلك الوسائل على بعض أساليب التقييم الآلية:
- بلو (BLEU)
- نيست (NIST)
- ميتيور (METEOR)

لكن الاعتماد كلياً على الترجمة الآلية يغفل حقيقة أنَّ الاتصال في لغة الإنسان هو جزء لا يتجزأ من السياق، وأن الإنسان هو القادر على فهم سياق النص الأصلي على نحو كاف. كما أنَّ الترجمة التي يستخدم فيها القدرات البشرية فقط هي عرضة للخطأ. لذلك وحتى نضمن أن تكون الترجمة الآلية عالية الجودة ومفيدة للإنسان، لا بد من أن يقوم المترجم «الإنسان» بمراجعتها وتصحيحها.
ومع ذلك فقد تم التأكد من أنه في بعض التطبيقات، على سبيل المثال في مواصفات المنتجات المكتوبة باللغة المتحكم بها، ينتج نظام الترجمة الآلية القائم على أساس استخدام القاموس، في بيئة إنتاج، ترجمة متقنة لا تحتاج إلى أي تدخل بشري.